# Cyclone Taylor Award

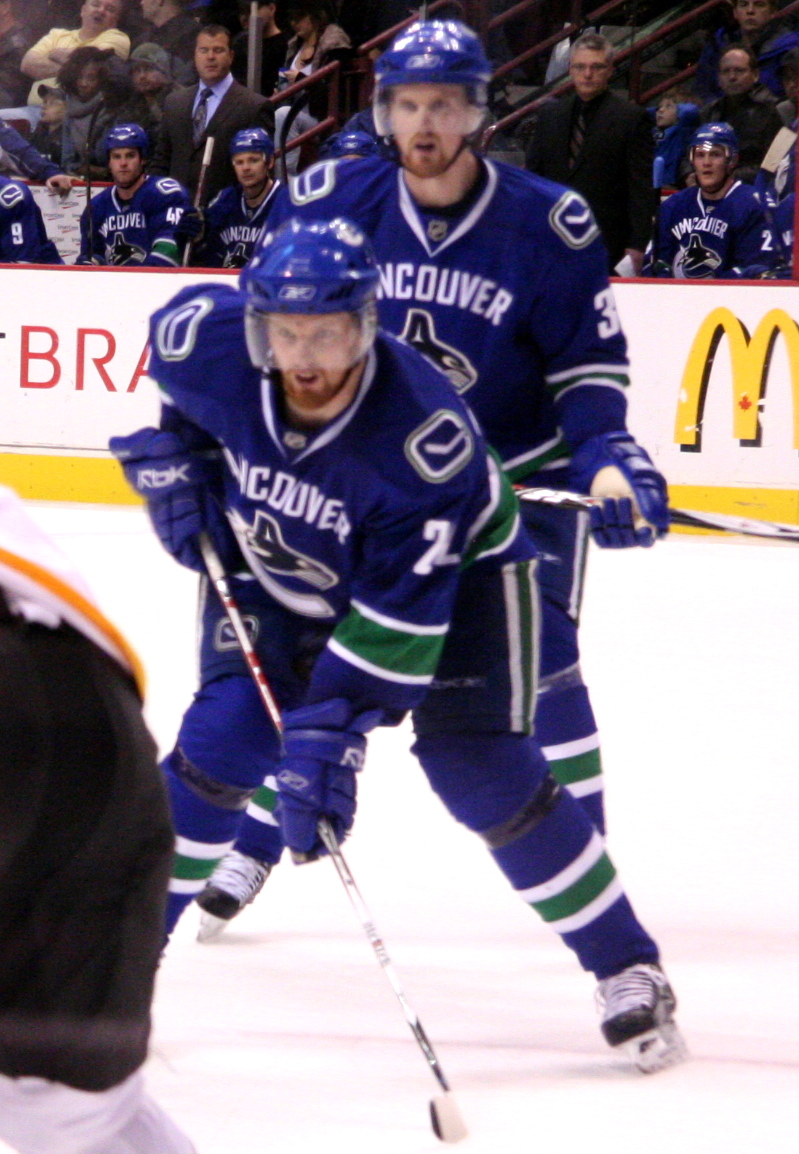
De broers Henrik (achter) en Daniel Sedin, oud-winnaars van de Cyclone Taylor Award

De Cyclone Taylor Prijs wordt jaarlijks uitgereikt aan de meest waardevolle speler van de Canadese ijshockeyclub Vancouver Canucks. Cyclone Taylor was een speler van de Vancouver Millionaires die de Stanley Cup in 1915 wonnen.

## Winnaars
- 2013 - Cory Schneider
- 2012 - Henrik Sedin
- 2011 - Daniel Sedin
- 2010 - Henrik Sedin
- 2009 - Ryan Kesler
- 2008 - Roberto Luongo
- 2007 - Roberto Luongo
- 2006 - Alex Auld
- 2005 - Geen winnaar door staking
- 2004 - Markus Naslund
- 2003 - Markus Naslund
- 2002 - Markus Naslund
- 2001 - Markus Naslund
- 2000 - Mark Messier
- 1999 - Markus Naslund
- 1998 - Pavel Bure
- 1997 - Martin Gelinas
- 1996 - Trevor Linden
- 1995 - Trevor Linden
- 1994 - Pavel Bure
- 1993 - Pavel Bure
- 1992 - Kirk McLean
- 1991 - Trevor Linden
- 1990 - Kirk McLean
- 1989 - Trevor Linden
- 1988 - Tony Tanti
- 1987 - Barry Pederson
- 1986 - Stan Smyl
- 1985 - Richard Brodeur
- 1984 - Patrik Sundstrom
- 1983 - Stan Smyl
- 1982 - Richard Brodeur
- 1981 - Richard Brodeur
- 1980 - Stan Smyl
- 1979 - Glen Hanlon
- 1978 - Thomas Gradin
- 1977 - Cesare Maniago
- 1976 - Cesare Maniago
- 1975 - Don Lever
- 1974 - Gary Smith
- 1973 - Gary Smith
- 1972 - Orland Kurtenbach
- 1971 - Orland Kurtenbach
- 1970 - Orland Kurtenbach

Eastern Conference
Western Conference
Stanley Cup · Clarence S. Campbell Bowl · Prince of Wales Trophy · Presidents' Trophy · Hart Memorial Trophy · Lester B. Pearson Award · Conn Smythe Trophy · Art Ross Memorial Trophy · Maurice Richard Trophy · Calder Memorial Trophy · James Norris Memorial Trophy · Frank J. Selke Trophy · NHL plus/minus Award · Bill Masterton Memorial Trophy · Lady Byng Memorial Trophy · King Clancy Memorial Trophy · Mark Messier Leadership Award · Vezina Trophy · Roger Crozier Saving Grace Award · William M. Jennings Trophy · Jack Adams Award · Lester Patrick Trophy